# تشارلز جوك
تشارلز جوك (بالإنجليزية: Charles Jock)‏ هو منافس ألعاب قوى أمريكي، ولد في 23 نوفمبر 1989.

## وصلات خارجية
- تشارلز جوك على موقع الاتحاد الدولي لألعاب القوى (الإنجليزية)
- تشارلز جوك على موقع الدوري الماسي (الإنجليزية)
- تشارلز جوك على موقع TFRRS.org (الإنجليزية)
- تشارلز جوك على موقع أوليمبيديا (الإنجليزية)
- تشارلز جوك على موقع اللجنة الأولمبية والبارالمبية الأمريكية (الإنجليزية)